# 王秀斌
王 秀斌（おう しゅうひん、1964年3月 - ）は、中華人民共和国の軍人。江蘇省如東県出身。階級は上将である。中国共産党第19期中央委員会候補委員。

## 経歴
1964年3月、江蘇省如東県で生まれる。1983年1月、中国人民解放軍に入隊。第1集団軍の団参謀長、団長、師参謀長、第一機歩師師長。2013年、南京軍区第31集団軍副軍長に就任。2015年、南京軍区第1集団軍副軍長に就任。2016年7月、中国人民解放軍東部戦区陸軍第1集団軍軍長に就任。2017年3月、中国人民解放軍陸軍第80集団軍軍長に就任。2019年4月、中国人民解放軍東部戦区副司令員兼参謀長に就任。2021年6月、中国人民解放軍南部戦区司令員に昇格。
2014年7月、少将。2019年12月、中将。2021年7月、上将に昇格する。